# Telford (město)
Telford je město nedaleko Birminghamu v Anglii. Vzniklo v roce 1963 v blízkosti vesničky Wrekin, aby poskytlo ubytování a zaměstnání obyvatelům území, které se pomalu měnilo z kraje uhelných dolů a zastaralých železáren v zelenou rekreační oblast. Po mohutných investicích soukromých investorů i státu se rozrostlo ve významné průmyslové, obchodní a vzdělávací centrum kraje West Midlands. Od roku 1968 nese jméno významného inženýra georgiánské doby Thomase Telforda. Město je mimo jiné známé mezi modeláři, pořádá soutěže v kategorii plastikový model.